# LXXXIII Corpo de Exército (Alemanha)
O LXXXIII Corpo de Exército (em alemão:LXXXIII. Armeekorps) foi um Corpo de Exército alemão que operou durante a Segunda Guerra Mundial.

## Comandantes
| Comandante                         | Data                                  |
| ---------------------------------- | ------------------------------------- |
| General der Infanterie Hans Felber | ? de maio de 1942 - ? de maio de 1942 |

## Área de operações
| França | junho de 1942 - agosto de 1943 |